# Pavrankovití
Pavrankovití (Abyssocottidae) je čeleď paprskoploutvých sladkovodních ryb z řádu ropušnicotvární (Scorpaeniformes). Jedná se o endemickou skupinu ze sibiřského jezera Bajkal.
Tyto ryby většinou žijí v hloubce pod 170 m. Čeleď tvoří 24 zástupců v 7 rodech. Patří sem například pavranka Korotněfova či pavranka Boulengerova, které patří mezi nejhlouběji žijící sladkovodní ryby. Jezero Bajkal je nejhlubší jezero na Zemi (1642 m).

## Popis
Jsou relativně podobné rybám z čeledi vrankovití. Mají velkou hlavu a ústa, široké prsní ploutve, dvě hřbetní ploutve, z toho první je malá a tvořená tvrdými paprsky, druhá je tvořena především z delších měkkých paprsků.
Dorůstají až do velikosti 20 cm.

## Druhy
- Rod Abyssocottus
  - pavranka Jelochinova (Abyssocottus elochini)
  - pavranka hrbatá (Abyssocottus gibbosus)
  - pavranka Korotněfova (Abyssocottus korotneffi)
- Rod Asprocottus
  - pavranka hlubinná (Asprocottus abyssalis)
  - pavranka Herzensteinova (Asprocottus herzensteini)
  - pavranka prostřední (Asprocottus intermedius)
  - pavranka Korjakova (Asprocottus korjakovi)
  - pavranka menší (Asprocottus minor)
  - pavranka pancířnatá (Asprocottus parmiferus)
  - pavranka širokohlavá (Asprocottus platycephalus)
  - pavranka krásná (Asprocottus pulcher)
- Rod Cottinella
  - pavranka Boulengerova (Cottinella boulengeri)
- Rod Cyphocottus
  - pavranka širokoústá (Cyphocottus eurystomus)
  - pavranka hlavatá (Cyphocottus megalops)
- Rod Limnocottus
  - pavranka Bergova (Limnocottus bergianus)
  - pavranka Godlewského (Limnocottus godlewskii)
  - pavranka šedavá (Limnocottus griseus)
  - pavranka bledá (Limnocottus pallidus)
- Rod Neocottus
  - pavranka Sidělejevové (Neocottus thermalis)
  - pavranka Veresčaginova (Neocottus werestschagini)
- Rod Procottus
  - pavranka Gotova (Procottus gotoi)
  - pavranka trpasličí (Procottus gurwicii)
  - pavranka Jeittelesova (Procottus jeittelesii)
  - pavranka větší (Procottus major)